# Велшбилиг
Велшбилиг (њем. Welschbillig) општина је у њемачкој савезној држави Рајна-Палатинат. Једно је од 103 општинска средишта округа Трир-Сарбург. Према процјени из 2010. у општини је живјело 2.583 становника. Посједује регионалну шифру (AGS) 7235501.

## Географски и демографски подаци
Велшбилиг се налази у савезној држави Рајна-Палатинат у округу Трир-Сарбург. Општина се налази на надморској висини од 290 метара. Површина општине износи 37,1 km². У самом мјесту је, према процјени из 2010. године, живјело 2.583 становника. Просјечна густина становништва износи 70 становника/km².